# Llista d'asos de l'aviació de la Primera Guerra Mundial amb 15-19 victòries
El terme as fou utilitzat per primer cop per la premsa francesa durant la Primera Guerra Mundial, descrivint Adolphe Pégoud com l'as, després d'haver abatut 5 aparells alemanys. Al principi de la Primera Guerra Mundial encara no existien els combats aeris i els aparells eren únicament de reconeixement. Tan bon punt els aparells van començar a ser capaços d'abatre o de forçar a aterrar altres aparells, sistemes d'acreditació de victòries van aparèixer.
En els primers passos de l'aviació militar, diferents serveis aeris van desenvolupar diferents mètodes d'acreditació de victòries aèries. Cap d'aquests sistemes era 100% fiable i eren constantment subjectes a variacions. De fet, el nombre de victòries per a ser considerat com un as oficialment variava depenent del servei militar.
Els alemanys no utilitzaven el terme as sinó que es referien als pilots alemanys amb 10 victòries com a Überkanone, assignant cada victòria a un pilot en concret, i només després d'haver verificat visualment la destrucció total o parcial de l'aparell enemic. El sistema de l'Armee de l'Air francesa només comptava els aparells totalment destruïts, però acreditaven a tot aquell pilot o observador que hagués participat en la victòria, que en alguns casos podien ser diversos individuals. La majoria de les altres nacions (inclosos els Estats Units) van adoptar el sistema francès. Els aparells britànics lluitaven normalment sobre territori alemany i, per tant, no podien fer servir el mateix mètode que els alemanys, de verificar visualment totes les victòries. Al principi les batalles resultaven sovint en l'oponent forçat a aterrar o expulsat del territori essent obligat a marxar cap al seu territori. Per això, els britànics acreditaven combats categoritzats de decisius pels mateixos comandants d'esquadró; podent incloure aparells alemanys expulsats del territori o aparells que havien estat vistos per última vegada for a de control sense verificar si realment havien acabat estavellant-se. Les acreditacions dels russos reflectien a vegades victòries on l'enemic no havia estat totalment destruït. El terme as mai va ser utilitzat oficialment pels britànics.
Tot i que l'estatus d'as era sovint associat als pilots de caça, tant els bombarders com els aparells de reconeixement, i observadors en aparells biplaça com per exemple el Bristol F.2b (Bristol Fighter) també obtenien victòries sobre l'enemic. En ambdós bàndols, si un aparell biplaça aconseguia una victòria, aquesta era acreditada a ambdós membres de l'equip, tant el pilot com l'observador/metralladora. Com que alguns pilots formaven equips amb diversos observadors/metralladora en aparells biplaça, es podia donar el cas que els observadors fossin asos mentre que els pilots no.

## Llegenda

### Condecoracions
Condecoració* indica que una Barra s'ha afegit a la cinta de la condecoració en qüestió, resultat de l'obtenció de la medalla per segon cop.

Condecoració** i Condecoració*** similarment a l'anterior per al tercer i quart cop respectivament, de l'obtenció de la condecoració.

#### Aliats
| Condecoració | País         | Galó                                     | Títol                             | Anotacions |
| ------------ | ------------ | ---------------------------------------- | --------------------------------- | --- |
| AFC          | Regne Unit   | Creu de la Força Aèria                   | Creu de la Força Aèria            | Expedida per actes de galanteria en vol durant operacions no actives per premiar oficials inclosos els de la Royal Air Force                                                |
| CBE          | Regne Unit   | Orde de l'Imperi Britànic                | Orde de l'Imperi Britànic         | Orde de cavalleria creat per Jordi V del Regne Unit |
| CdeG         | França       | Creu de Guerra francesa                  | Creu de Guerra                    | Condecoració militar francesa, coneguda per ésser atorgada normalment a forces aliades a França                                                                             |
| BCdeG        | Bèlgica      | Creu de Guerra belga                     | Creu de Guerra                    | Condecoració militar belga, coneguda per ésser atorgada normalment a forces aliades a Bèlgica                                                                               |
| CdeLd'H      | França       | Legió d'Honor                            | Legió d'Honor                     | Condecoració militar francesa atorgada per conducta militar/civil excel·lent, sota investigació oficial                                                                     |
| CG           | Itàlia       | Creu de Guerra al Valor Militar italiana | Creu de Guerra al Valor Militar   | Condecoració militar italiana |
| DCM          | Regne Unit   | Medalla de la Conducta Distingida        | Medalla de la Conducta Distingida | Condecoració militar britànica |
| DFC          | Regne Unit   | Creu dels Vols Distingits (Regne Unit)   | Creu dels Vols Distingits         | Atorgada a oficials de la Royal Air Force al valor i galanteria durant operacions actives contra l'enemic a l'aire                                                          |
| DFC(US)      | Estats Units | Creu dels Vols Distingits (Estats Units) | Creu dels Vols Distingits         | Atorgada a oficials o qualsevol altre militar allistat amb les forces armades estatunidenques que es distingeix per l'heroisme o la consecució d'algun acte heroic a l'aire |
| DFM          | Regne Unit   | Medalla dels Vols Distingits             | Medalla dels Vols Distingits      | Condecoració per a militars de menys rang al reconeixement d'algun acte heroic                                                                                              |
| DSC          | Regne Unit   | Creu del servei distingit                | Creu del Servei Distingit         | |
| DSC(US)      | Estats Units | Creu del Servei Distingit                | Creu del Servei Distingit         | |
| DSO          | Regne Unit   | Orde del Servei Distingit                | Orde del Servei Distingit         | Atorgada per la consecució d'algun acte meritòri en temps de guerra, normalment en situacions de combat                                                                     |
| DSM          | Regne Unit   | Medalla del Servei Distingit             | Medalla del Servei Distingit      | Equivalent a la Creu del Servei Distingit |
| MC           | Regne Unit   | Creu militar                             | Creu Militar                      | |
| MOH          | Estats Units | Medalla d'Honor                          | Medalla d'Honor                   | La condecoració de més nivell atorgada pel govern dels Estats Units |
| MiD          |              |                                          | Menció als Despatxos              | |
| MM           | Regne Unit   | Medalla militar                          | Medalla Militar                   | Equivalent a la Creu Militar |
| MM(fr)       | França       | Medalla militar                          | Medalla Militar                   | Condecoració de la República Francesa |
| MMV          | Itàlia       | Creu de Guerra al Valor Militar italiana | Medalla al Valor Militar          | Condecoració italiana |
| OB           | Regne Unit   | Orde del Bany                            | Orde del Bany                     | La quarta orde més antiga de la cavalleria britànica |
| OC           | Bèlgica      | Orde de la Corona                        | Orde de la Corona                 | Condecoració belga |
| OLII         | Bèlgica      | Orde de Leopold II                       | Orde de Leopold II                | Condecoració atorgada per mèrits a Bèlgica |
| OR           | Grècia       | Orde del Redemptor                       | Orde del Redemptor                | Atorgada a tots aquells que han defensats els interessos de Grècia en temps de guerra                                                                                       |
| OSA          | Rússia       | Orde de Santa Anna                       | Orde de Santa Anna                | Condecoració de cavalleria primer de Holstein i més tard de Rússia |
| OSG          | Rússia       | Orde de Sant Jordi                       | Orde de Sant Jordi                | Atorgada a oficials militars i generals únicament per la demostració de valor i habilitat front l'enemic                                                                    |
| OSR          | Romania      | Orde de l'Estrella de Romania            | Orde de l'Estrella de Romania     | Condecoració de més nivell romanesa |
| OSS          | Rússia       | Orde de Sant Estanislau                  | Orde de Sant Estanislau           | Condecoració russa a una carrera civil o servei militar distingits |
| OSV          | Rússia       | Orde de Sant Vladimir                    | Orde de Sant Vladimir             | Orde imperial russa |
| OWE          | Polònia      | Orde de l'Àliga Blanca                   | Orde de l'Àliga Blanca            | Atorgada en reconeixement del servei, tant civil com militar, a favor dels interessos de Polònia                                                                            |
| Cr St Geo    | Rússia       | Orde de Sant Jordi                       | Creu de Sant Jordi                | Condecoració a oficial de poc rang, soldats o mariners en reconeixement del valor mostrat davant l'enemic                                                                   |
| VC           | Regne Unit   | Creu Victòria                            | Creu Victòria                     | Condecoració britànica més important, atorgada al valor en front l'enemic                                                                                                   |

#### Forces Centrals
| Condecoració | País                  | Galó                            | Títol                           | Anotacions                                                                              |
| ------------ | --------------------- | ------------------------------- | ------------------------------- | --------------------------------------------------------------------------------------- |
| HOH          | Alemanya Imperial     | Orde de la Casa de Hohenzollern | Orde de la Casa de Hohenzollern | Orde de cavalleria de Hohenzollern                                                      |
| IC           | Alemanya Imperial     | Creu de Ferro                   | Creu de Ferro                   | Condecoració de Prússia, més tard d'Alemanya                                            |
| MMC(AH)      | Imperi austrohongarès | Creu del Mèrit Militar          | Creu del Mèrit Militar          | Condecoració militar de l'Imperi Austrohongarès                                         |
| MMC(P)       | Regne de Prússia      | Creu de Ferro                   | Creu al Mèrit Militar           | Condecoració més important al valor de Prússia per a oficials de poc rang i soldats     |
| MMM          | Imperi austrohongarès | Creu del Mèrit Militar          | Medalla al Mèrit Militar        | Condecoració militar de l'Imperi Austrohongarès                                         |
| MFB          | Imperi austrohongarès | Creu del Mèrit Militar          | Medalla per Valentia            | Condecoració militar de l'Imperi Austrohongarès                                         |
| MOMJ         | Baviera               | Orde Militar de Max Joseph      | Orde Militar de Max Joseph      | Condecoració militar més important de l'Imperi de Baviera                               |
| MOSH         | Regne de Saxònia      | Orde Militar de Sant Enric      | Orde Militar de Sant Enric      | Condecoració militar més important de l'Imperi de Saxònia                               |
| OIC          | Imperi austrohongarès | Orde de la Corona de Ferro      | Orde de la Corona de Ferro      | Orde austríaca imperial                                                                 |
| OL           | Imperi austrohongarès | Orde de Leopold                 | Orde de Leopold                 | Condecoració austríaca com a reconeixement al valor mostrat davant l'enemic             |
| OMB          | Baviera               | Orde del Mèrit Militar          | Orde del Mèrit Militar          | Condecoració bavaresa al valor mostrat davant l'enemic                                  |
| PLM          | Regne de Prússia      | Pour le Mérite                  | Pour le Mérite                  | Condecoració militar més important de Prússia fins a la fi de la Primera Guerra Mundial |
| WB           | Alemanya Imperial     |                                 | Insígnia de Ferit               | Atorgada als soldats ferits/amb congelacions de l'exèrcit imperial alemany              |

## Asos
| As                                 | País              | Servei Militar                                            | Victòries | Anotacions |
| ---------------------------------- | ----------------- | --------------------------------------------------------- | --------- | --- |
| Horace Barton                      | Sud-àfrica        | Royal Flying Corps                                        | 19        | Creu dels Vols Distingits amb Barra. |
| Wilfred Beaver                     | Canadà            | Royal Flying Corps, Royal Air Force                       | 19        | Creu Militar |
| Andrew Cowper                      | Austràlia         | Royal Flying Corps                                        | 19        | Creu Militar amb dues Barres. |
| Christian Donhauser                | Alemanya          | Luftstreitkräfte                                          | 19        | Creu al Mèrit Militar, Creu de Ferro |
| Jacques Ehrlich                    | França            | Aéronautique Militaire                                    | 19        | Medalla Militar, Creu de Guerra 1914-1918 |
| Arthur Bradfield Fairclough        | Canadà            | Royal Flying Corps, Royal Air Force                       | 19        | Creu Militar |
| Gerhard Fieseler                   | Alemanya          | Luftstreitkräfte                                          | 19        | Creu al Mèrit Militar, Creu de Ferro |
| Henri Hay De Slade                 | França            | Aéronautique Militaire                                    | 19        | Legió d'Honor, Creu de Guerra 1914-1918, Creu de Guerra (Bèlgica), Creu Militar                                                                                        |
| Cedric Howell                      | Austràlia         | Royal Flying Corps                                        | 19        | Orde del Servei Distingit, Creu Militar, Creu dels Vols Distingits |
| József Kiss                        | Austrohongria     | Luftfahrtruppen                                           | 19        | As hongarès amb més victòries Medalla per Valentia (1 d'Or, 1 de Plata)                                                                                                |
| Harold Albert Kullberg             | E. Units          | Royal Flying Corps, Royal Air Force                       | 19        | Creu dels Vols Distingits |
| Leslie Powell                      | Regne Unit        | Royal Flying Corps                                        | 19        | Metralladora/Observador d'Andrew McKeever Creu Militar amb Barra. |
| Arthur Reed (aviator)              | Sud-àfrica        | Royal Flying Corps                                        | 19        | Creu dels Vols Distingits amb Barra. |
| Ellis Vair Reid                    | Canadà            | Royal Naval Air Service                                   | 19        | Creu del Servei Distingit |
| Alan Wilkinson (aviator)           | Regne Unit        | Royal Flying Corps                                        | 19        | Orde del Servei Distingit amb Barra. |
| Kurt Wintgens                      | Alemanya          | Luftstreitkräfte                                          | 19        | Primera victòria de la història amb una metralladora sincronitzada Pour le Mérite, Creu de Ferro                                                                       |
| Alexander Zenzes                   | Alemanya          | Luftstreitkräfte                                          | 19        | Creu de Ferro |
| Hartmuth Baldamus†                 | Alemanya          | Luftstreitkräfte                                          | 18        | Orde de la Casa de Hohenzollern, Creu de Ferro |
| Bernard Barny De Romanet           | França            | Aéronautique Militaire                                    | 18        | Legió d'Honor, Medalla Militar, Creu de Guerra 1914-1918 |
| James Belgrave                     | Regne Unit        | Royal Flying Corps                                        | 18        | Creu Militar amb Barra. |
| Franz Graeser                      | Austrohongria     | Luftfahrtruppen                                           | 18        | Orde de Leopold, Orde de la Corona de Ferro, Medalla per Valentia |
| Franz Hemer                        | Alemanya          | Luftstreitkräfte                                          | 18        | Orde de la Casa de Hohenzollern, Creu de Ferro |
| William C. Lambert                 | E. Units          | Royal Flying Corps, Royal Air Force                       | 18        | Creu dels Vols Distingits |
| Frank Luke                         | E. Units          | US Army Air Service                                       | 18        | Medalla d'Honor, Creu dels Vols Distingits, Creu de Guerra al Valor Militar "The Balloon Buster"                                                                       |
| George Chisholm MacKay             | Canadà            | Royal Naval Air Service, Royal Air Force                  | 18        | Creu dels Vols Distingits, Orde de Leopold II, Legió d'Honor, Creu de Guerra 1914-1918                                                                                 |
| William Molesworth                 | Regne Unit        | Royal Flying Corps                                        | 18        | Creu Militar amb Barra, Medalla al Valor Militar. |
| Maurice Newnham                    | Regne Unit        | Royal Flying Corps                                        | 18        | Creu dels Vols Distingits, Creu de Guerra 1914-1918 |
| Emil Schäpe                        | Alemanya          | Luftstreitkräfte                                          | 18        | Creu de Ferro |
| John Todd                          | Regne Unit        | Royal Flying Corps                                        | 18        | Creu dels Vols Distingits, Creu Militar |
| John Lightfoot Trollope            | Regne Unit        | Royal Flying Corps                                        | 18        | Creu Militar amb Barra |
| Ronald Bannerman                   | N.Zelanda         | Royal Flying Corps                                        | 17        | Creu dels Vols Distingits |
| Fritz Beckhardt                    | Alemanya          | Luftstreitkräfte                                          | 17        | Orde de la Casa de Hohenzollern, Creu de Ferro |
| Hans Böhning                       | Alemanya          | Luftstreitkräfte                                          | 17        | Creu de Ferro |
| Walter Böning                      | Alemanya          | Luftstreitkräfte                                          | 17        | Orde de la Casa de Hohenzollern, Creu de Ferro |
| Alfred Williams Carter             | Canadà            | Royal Naval Air Service, Royal Air Force                  | 17        | Creu dels Vols Distingits |
| Marziale Cerutti                   | Itàlia            | Corpo Aeronautico Militare                                | 17        | |
| Stearne Tighe Edwards              | Canadà            | Royal Naval Air Service, Royal Air Force                  | 17        | Creu del Servei Distingit amb Barra |
| Carl Frederick Falkenberg          | Canadà            | Royal Flying Corps, Royal Air Force                       | 17        | Creu dels Vols Distingits amb Barra, Creu de la Força Aèria |
| George Everard Gibbons             | Regne Unit        | Royal Flying Corps                                        | 17        | Creu Militar, Creu dels Vols Distingits |
| Ernst Hess†                        | Alemanya          | Luftstreitkräfte                                          | 17        | Orde de la Casa de Hohenzollern, Creu de Ferro |
| Fred Parkinson Holliday            | Austràlia         | Australian Flying Corps                                   | 17        | Orde del Servei Distingit, Creu Militar, Creu de la Força Aèria |
| August Iaccaci                     | E. Units          | Royal Flying Corps, Royal Air Force                       | 17        | Creu dels Vols Distingits |
| Paul Iaccaci                       | E. Units          | Royal Flying Corps, Royal Air Force                       | 17        | Creu dels Vols Distingits |
| Edward Grahame Johnstone           | Regne Unit        | Royal Flying Corps                                        | 17        | Creu del Servei Distingit |
| Rudolf Klimke†                     | Alemanya          | Luftstreitkräfte                                          | 17        | Creu de Ferro |
| Reginald Makepeace                 | Regne Unit        | Royal Flying Corps                                        | 17        | Creu Militar |
| John Pinder                        | Regne Unit        | Royal Flying Corps                                        | 17        | Creu dels Vols Distingits |
| Karl Plauth                        | Alemanya          | Luftstreitkräfte                                          | 17        | Creu de Ferro |
| Ferruccio Ranza                    | Itàlia            | Corpo Aeronautico Militare                                | 17        | Medalla al Valor Militar de Plata (3), Orde Militar de Savoia, Creu de Guerra 1914-1918, Creu de Guerra (Bèlgica), Estrella de Karageogevitx (Sèrbia)                  |
| Franz Ray                          | Alemanya          | Luftstreitkräfte                                          | 17        | |
| Hans Rolfes                        | Alemanya          | Luftstreitkräfte                                          | 17        | Orde de la Casa de Hohenzollern, Creu de Ferro |
| Josef Schwendemann                 | Alemanya          | Luftstreitkräfte                                          | 17        | Creu al Mèrit Militar |
| Edwin Swale                        | Regne Unit        | Royal Naval Air Service, Royal Air Force                  | 17        | Creu dels Vols Distingits |
| Edmund Tempest                     | Regne Unit        | Royal Flying Corps                                        | 17        | Creu Militar, Creu dels Vols Distingits |
| Walter Tyrrell                     | Regne Unit        | Royal Flying Corps                                        | 17        | Creu Militar |
| Owen Baldwin                       | Regne Unit        | Royal Flying Corps                                        | 16        | Creu dels Vols Distingits, Legió d'Honor, Creu de Guerra 1914-1918 |
| Gerald Gordon Bell                 | Canadà            | Royal Flying Corps, Royal Air Force                       | 16        | Creu dels Vols Distingits, Legió d'Honor, Creu de Guerra 1914-1918 |
| Eugen Bönsch                       | Austrohongria     | Luftfahrtruppen                                           | 16        | Medalla per Valentia (3 d'Or) |
| Ernst Bormann                      | Alemanya          | Luftstreitkräfte                                          | 16        | |
| Henry John Burden                  | Canadà            | Royal Flying Corps, Royal Air Force                       | 16        | Orde del Servei Distingit, Creu dels Vols Distingits |
| Jean Chaput                        | França            | Aéronautique Militaire                                    | 16        | Legió d'Honor, Medalla Militar, Creu de Guerra 1914-1918 |
| John Stanley Chick                 | Regne Unit        | Royal Flying Corps, Royal Air Force                       | 16        | Creu Militar. Ascendí a Comodor de l'Aire a la RAF |
| Eugene Coler                       | E. Units          | Royal Flying Corps, Royal Air Force                       | 16        | Creu dels Vols Distingits |
| John Cowell                        | Regne Unit        | Royal Flying Corps                                        | 16        | Medalla de la Conducta Distingida, Medalla Militar |
| Bruce Digby-Worsley                | Regne Unit        | Royal Flying Corps                                        | 16        | |
| Ernest Elton                       | Regne Unit        | Royal Flying Corps                                        | 16        | Medalla de la Conducta Distingida, Medalla Militar, Medalla al Valor Militar                                                                                           |
| Stefan Fejes                       | Austrohongria     | Luftfahrtruppen                                           | 16        | |
| Robert Foster                      | Regne Unit        | Royal Flying Corps                                        | 16        | Orde del Bany, Orde de l'Imperi Britànic, Creu dels Vols Distingits. Promogut a Mariscal en Cap de l'Aire                                                              |
| Robert Grosvenor                   | Regne Unit        | Royal Flying Corps                                        | 16        | Creu Militar |
| Ludwig Hanstein†                   | Alemanya          | Luftstreitkräfte                                          | 16        | Orde de la Casa de Hohenzollern |
| Allan Hepburn                      | Austràlia         | Royal Flying Corps, Royal Air Force                       | 16        | Creu dels Vols Distingits |
| Sidney Highwood                    | Regne Unit        | Royal Flying Corps                                        | 16        | Creu dels Vols Distingits |
| Frank Johnson                      | Regne Unit        | Royal Flying Corps                                        | 16        | Medalla de la Conducta Distingida amb Barra |
| Johannes Klein                     | Alemanya          | Luftstreitkräfte                                          | 16        | Orde de la Casa de Hohenzollern, Creu de Ferro |
| Raoul Lufbery                      | França · E. Units | Aéronautique Militaire US Army Air Service                | 16        | Legió d'Honor, Medalla Militar, Creu de Guerra 1914-1918, Medalla Militar                                                                                              |
| Karl Odebrett                      | Alemanya          | Luftstreitkräfte                                          | 16        | Orde de la Casa de Hohenzollern, Creu de Ferro, Medalla per Valentia                                                                                                   |
| Oliver Redgate                     | Regne Unit        | Royal Flying Corps                                        | 16        | Creu dels Vols Distingits |
| Oren Rose                          | E. Units          | Royal Flying Corps, Royal Air Force                       | 16        | Creu dels Vols Distingits amb Barra. |
| Wilhelm Seitz                      | Alemanya          | Luftstreitkräfte                                          | 16        | Creu de Ferro |
| Francis Smith                      | Austràlia         | Australian Flying Corps                                   | 16        | Creu Militar, Creu dels Vols Distingits |
| Elliott White Springs              | E. Units          | Royal Flying Corps, Royal Air Force, US Army Air Service  | 16        | Creu del Servei Distingit, Creu dels Vols Distingits |
| David Stewart                      | Regne Unit        | Royal Flying Corps                                        | 16        | Creu Militar amb Barra, Creu dels Vols Distingits |
| Christoffel Venter                 | Sud-àfrica        | Royal Flying Corps                                        | 16        | Orde del Bany, Creu dels Vols Distingits amb Barra. Promogut a Major General.                                                                                          |
| Anthony Wall                       | Regne Unit        | Royal Flying Corps                                        | 16        | Creu Militar amb Barra |
| Hans Weiss†                        | Alemanya          | Luftstreitkräfte                                          | 16        | Orde de la Casa de Hohenzollern, Creu de Ferro |
| Vasili Yanchenko                   | Rússia            | Servei Aeri de l'Exèrcit Imperial                         | 16        | Orde de Sant Jordi, Creu de Sant Jordi (1a, 2a, 3a i 4a Classes), Orde de Sant Vladimir, Orde de Santa Anna, Orde de l'Estrella de Romania, Medalla del Servei Militar |
| Pavel Argeyev                      | Rússia            | Aéronautique Militaire, Servei Aeri de l'Exèrcit Imperial | 15        | Orde de Sant Jordi, Orde de Sant Vladimir, Orde de Santa Anna, Legió d'Honor, Creu de Guerra 1914-1918                                                                 |
| Karl Bohnenkamp                    | Alemanya          | Luftstreitkräfte                                          | 15        | Creu al Mèrit Militar |
| Lawrence Coombes                   | Regne Unit        | Royal Naval Air Service, Royal Air Force                  | 15        | Creu dels Vols Distingits |
| Cyril Crowe                        | Regne Unit        | Royal Flying Corps, Royal Air Force                       | 15        | Creu Militar, Creu dels Vols Distingits |
| Charles Cudemore                   | Regne Unit        | Royal Flying Corps, Royal Air Force                       | 15        | Creu Militar, Creu dels Vols Distingits |
| Ernest Deighton                    | Regne Unit        | Royal Flying Corps, Royal Air Force                       | 15        | Medalla de la Conducta Distingida |
| Armand De Turenne                  | França            | Aéronautique Militaire                                    | 15        | Legió d'Honor, Medalla Militar, Creu de Guerra 1914-1918, Creu Militar, Creu de Guerra (Bèlgica)                                                                       |
| Albert Dossenbach                  | Alemanya          | Luftstreitkräfte                                          | 15        | Pour le Mérite, Creu al Mèrit Militar, Orde de la Casa de Hohenzollern, Creu de Ferro                                                                                  |
| Albert Enstone                     | Regne Unit        | Royal Naval Air Service, Royal Air Force                  | 15        | Creu del Servei Distingit, Creu dels Vols Distingits |
| Rudolf Francke                     | Alemanya          | Luftstreitkräfte                                          | 15        | Creu al Mèrit Militar |
| George Gates                       | Regne Unit        | Royal Naval Air Service, Royal Air Force                  | 15        | Creu dels Vols Distingits |
| James Alpheus Glen                 | Canadà            | Royal Naval Air Service, Royal Air Force                  | 15        | Creu del Servei Distingit amb Barra, Creu de Guerra 1914-1918 |
| Harry King Goode                   | Regne Unit        | Royal Flying Corps, Royal Air Force                       | 15        | Orde del Servei Distingit, Creu dels Vols Distingits |
| John Rutherford Gordon             | Austràlia         | Australian Flying Corps                                   | 15        | Creu Militar |
| John Edmund Greene                 | Canadà            | Royal Naval Air Service, Royal Air Force                  | 15        | Creu dels Vols Distingits |
| Albert Haussmann†                  | Alemanya          | Luftstreitkräfte                                          | 15        | |
| Edwin Hayne                        | Sud-àfrica        | Royal Naval Air Service, Royal Air Force                  | 15        | Creu del Servei Distingit, Creu dels Vols Distingits |
| Alois Heldmann                     | Alemanya          | Luftstreitkräfte                                          | 15        | Orde de la Casa de Hohenzollern, Creu de Ferro |
| Frank Hobson                       | Regne Unit        | Royal Flying Corps, Royal Air Force                       | 15        | Creu Militar |
| Max Immelmann†                     | Alemanya          | Luftstreitkräfte                                          | 15        | Pour le Mérite, Orde Militar de Sant Enric, Orde de la Casa de Hohenzollern, Creu de Ferro Veure maniobra Immelmann                                                    |
| John Jones                         | Regne Unit        | Royal Flying Corps, Royal Air Force                       | 15        | Medalla dels Vols Distingits |
| Andrew Kiddie                      | Sud-àfrica        | Royal Flying Corps, Royal Air Force                       | 15        | Creu dels Vols Distingits, Creu de Guerra (Bèlgica) |
| Otto Löffler                       | Alemanya          | Luftstreitkräfte                                          | 15        | |
| Hans-Georg von der Marwitz         | Alemanya          | Luftstreitkräfte                                          | 15        | Orde de la Casa de Hohenzollern, Creu de Ferro |
| Harold Mellings                    | Regne Unit        | Royal Naval Air Service, Royal Air Force                  | 15        | Creu del Servei Distingit amb Barra, Creu dels Vols Distingits, Orde del Redemptor (Grècia)                                                                            |
| Alfred Mills                       | Regne Unit        | Royal Flying Corps, Royal Air Force                       | 15        | Creu dels Vols Distingits |
| Edmund Nathanael†                  | Alemanya          | Luftstreitkräfte                                          | 15        | Creu de Ferro |
| Wilhelm Neuenhofen                 | Alemanya          | Luftstreitkräfte                                          | 15        | |
| Roy Cecil Phillipps                | Austràlia         | Australian Flying Corps                                   | 15        | Creu Militar amb Barra, Creu dels Vols Distingits |
| Viktor von Pressentin von Rautter† | Alemanya          | Luftstreitkräfte                                          | 15        | Creu al Mèrit Militar, Creu de Ferro |
| Theodor Quandt                     | Alemanya          | Luftstreitkräfte                                          | 15        | Orde de la Casa de Hohenzollern |
| Herbert Richardson                 | Regne Unit        | Royal Flying Corps, Royal Air Force                       | 15        | Creu Militar, Creu dels Vols Distingits |
| Gilbert Sardier                    | França            | Aéronautique Militaire                                    | 15        | Legió d'Honor, Medalla Militar, Creu de Guerra 1914-1918, Creu del Servei Distingit, Medalla Militar                                                                   |
| Hugh Saunders                      | Sud-àfrica        | Royal Flying Corps, Royal Air Force                       | 15        | Orde del Bany, Orde de l'Imperi Britànic, Creu Militar, Creu dels Vols Distingits amb Barra, Medalla Militar                                                           |
| Julius Schmidt                     | Alemanya          | Luftstreitkräfte                                          | 15        | Orde Militar de Sant Enric, Orde de la Casa de Hohenzollern, Creu de Ferro                                                                                             |
| Kurt Schneider†                    | Alemanya          | Luftstreitkräfte                                          | 15        | Orde Militar de Sant Enric, Creu de Ferro |
| Harold Stackard                    | Regne Unit        | Royal Naval Air Service                                   | 15        | |
| Paul Strähle                       | Alemanya          | Luftstreitkräfte                                          | 15        | Orde de la Casa de Hohenzollern, Creu de Ferro |
| Ernst Strohschneider               | Austrohongria     | Luftfahrtruppen                                           | 15        | |
| Frank Weare                        | Regne Unit        | Royal Flying Corps, Royal Air Force                       | 15        | Creu Militar |